# Byronosaurus
Byronosaurus é um gênero de dinossauro troodontídeo do período cretáceo tardio da Mongólia.

## Descoberta e nomeação
Em 1993, Michael Novacek, integrante de uma expedição do Museu Americano de História Natural ao Deserto de Gobi, encontrou o esqueleto de um pequeno terópode em Ukhaa Tolgod. Este foi mais adiante escavado em 1994 e 1995. O achado foi ilustrado em uma publicação em 1994.
Em 2000, Mark Norell, Peter Makovicky e James Clark batizaram e detalharam a espécie-tipo Byronosaurus jaffei. O nome da espécie foi uma homenagem a Byron Jaffe, "em reconhecimento a contribuição de sua família às expedições paleontológicas da Academia de Ciências da Mongólia - Museu Americano de História Natural".